# Diego Rodríguez Almela
Diego Rodríguez de Almela o de Almella (Murcia, c. 1426 - c. 1489), arcipreste, canónigo, capellán real y cronista real del Prerrenacimiento.

## Biografía
Hacia 1440 fue paje y familiar, en Burgos, del obispo y humanista Alfonso de Cartagena, quien le llevó a la corte castellana de los Reyes Católicos.
Se ordenó sacerdote en 1451 y fue arcipreste de Val de Santibáñez, arcipreste de Río de Urbel y canónigo en Cartagena. Alcanzó a ser capellán de la reina Isabel la Católica, a la que acompañó en su campaña contra Granada en 1491. Su pista se pierde tras ese año.

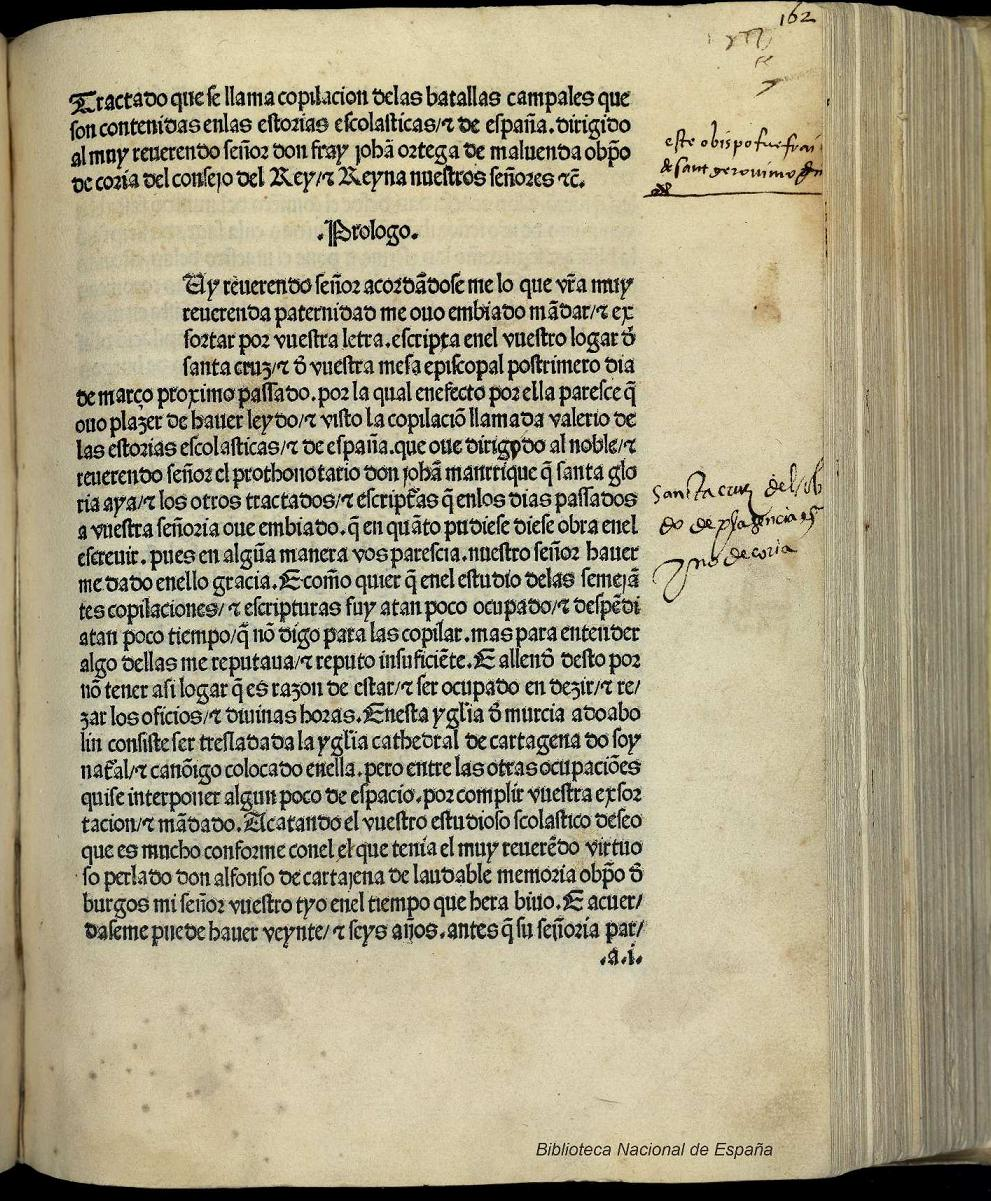
Copilación de las batallas campales

Redactó la Compilación de los milagros de Santiago, descubierta y editada modernamente por Torres Fontes (Murcia, 1946) e, instado por el arcediano de Valpuesta Juan Manrique, un Valerio de las historias escolásticas de España (1462), imitación de Valerio Máximo en nueve libros que ofrece epígrafes morales con ejemplos históricos bíblicos o nacionales; se imprimió en Murcia en 1487 y fue durante largo tiempo muy reimpreso y mal atribuido a Fernán Pérez de Guzmán. Escribió además un Tratado que se llama compilación de las batallas campales donde se ofrece relación de todas las batallas campales que fueron e son acaescidas desde el comienzo del mundo fasta nuestros días.  (Murcia: Lope de la Roca, 1487).
Por otra parte, se le debe el Compendio historial (1462), dirigido a los Reyes Católicos, así como un Tratado de la guerra (1482), una Compilación de las crónicas e estorias de España terminada en 1491, y que permanece inédita, y otros opúsculos que completan su producción.
El Tratado de la guerra, conservado en un códice único en el Monasterio de San Lorenzo de El Escorial es, fundamentalmente, una copia a plana y renglón del Doctrinal de los caballeros (1437) de Alonso de Cartagena, con algunos cambios menores.